# Monte Osorno
L'Osorno è uno stratovulcano cileno delle Ande, che si trova nel territorio della Provincia di Llanquihue.

## Descrizione
Si trova a circa 60 chilometri a nord-ovest di Puerto Varas. È possibile vederlo dalla Provincia di Osorno, dalla Provincia di Llanquihue, e anche da varie parti dell'Isola di Chiloé. Le sue pendici sono caratterizzate dalla presenza di foreste pluviali temperate, che gli danno un colorito verde scuro, mentre la sommità è coperta da nevi perenni.
È possibile accedervi da Puerto Cloker, da Ensenada e da Petrohué.

## Eruzioni
La sua inattività vulcanica si protrae da oltre 150 anni. L'ultima eruzione è stata registrata nel 1869. Prendete il numero 48 del catalogo vulcani CERESIS (Centro Regionale per la Sismologia Sud America)
Nel 1835, il naturalista inglese Charles Darwin, fu testimone di una eruzione del vulcano, durante la sua permanenza ad Ancud, nell'Isola di Chiloé.

## Etimologia
Questo vulcano deve il suo nome attuale alla vicina città di Osorno, che fu fondata dagli spagnoli. Fu García Hurtado de Mendoza a dare il nome alla città nel 1558, in onore di suo nonno, il Conte di Osorno (un piccolo comune della Spagna, nella comunità autonoma di Castiglia e León).

## Galleria d'immagini

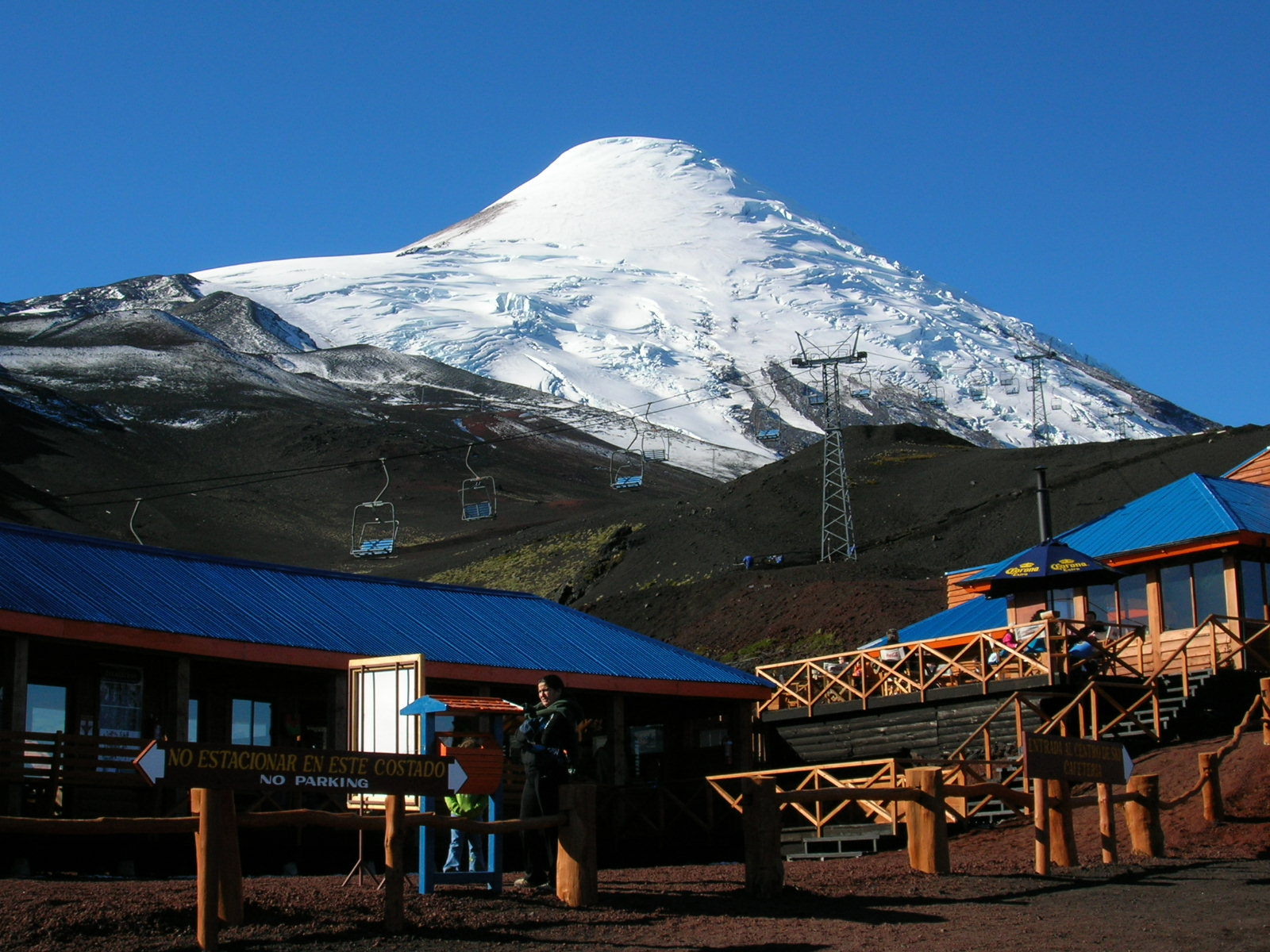
Centro di sci "La Burbuja", vulcano Osorno
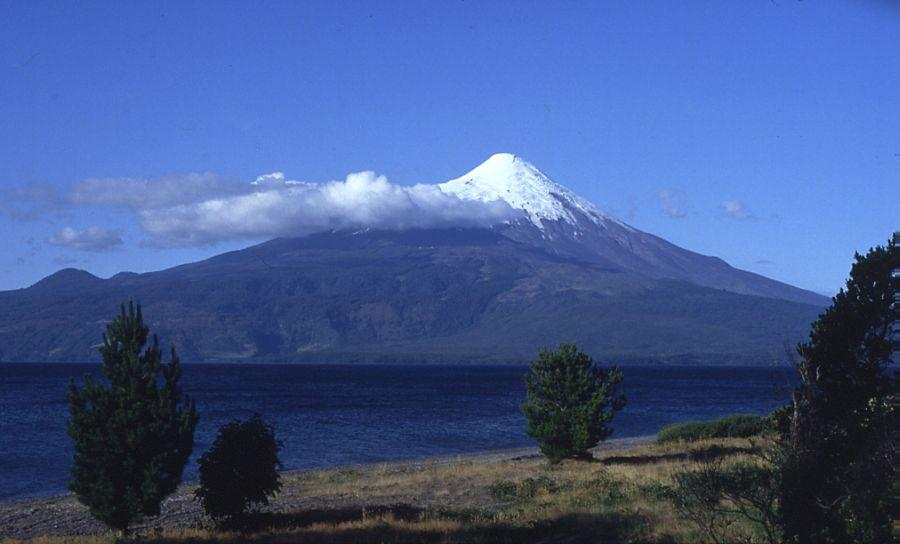
Dal Lago Llanquihue
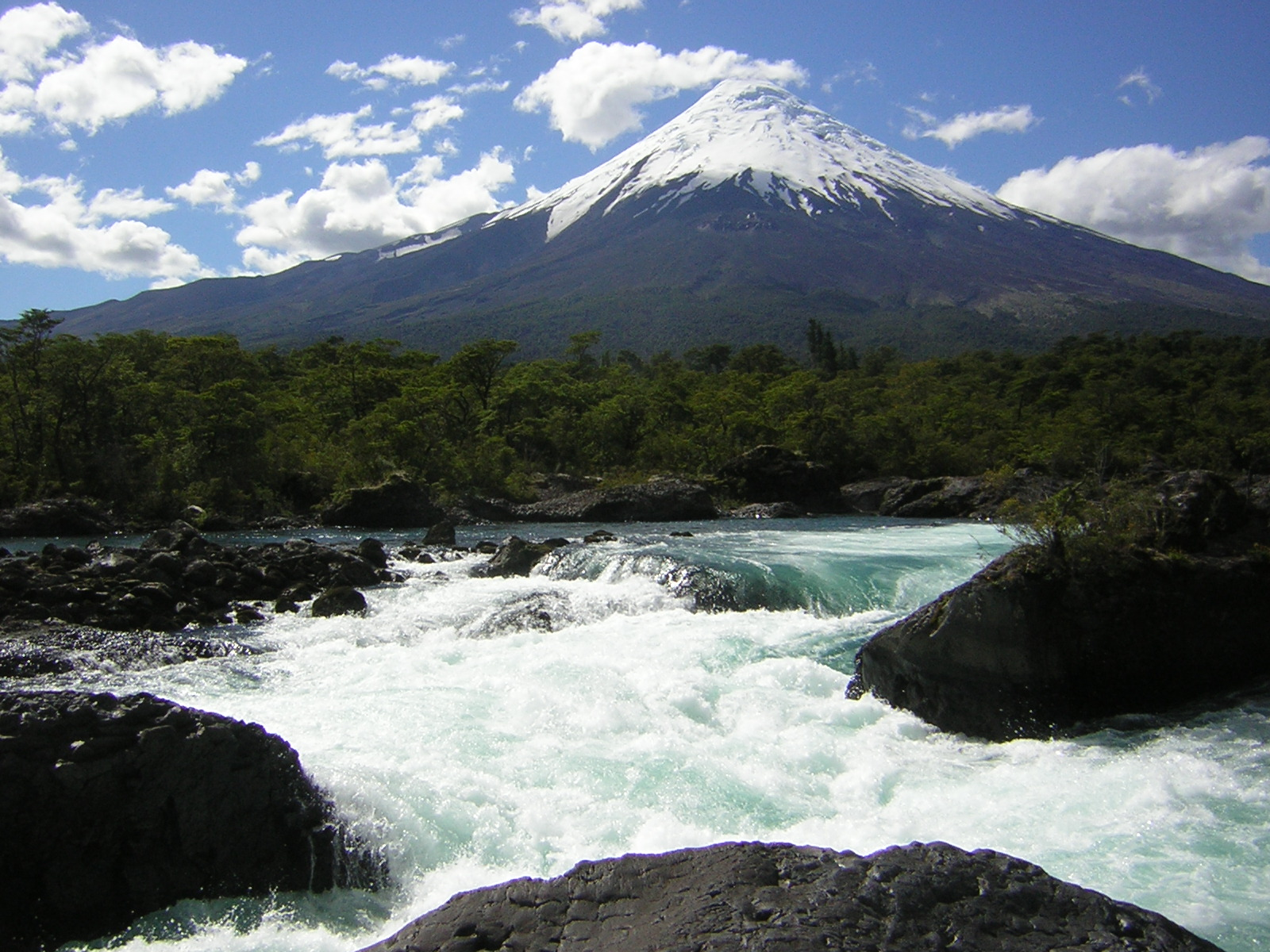
Nel Parco Nazionale Vicente Pérez Rosales
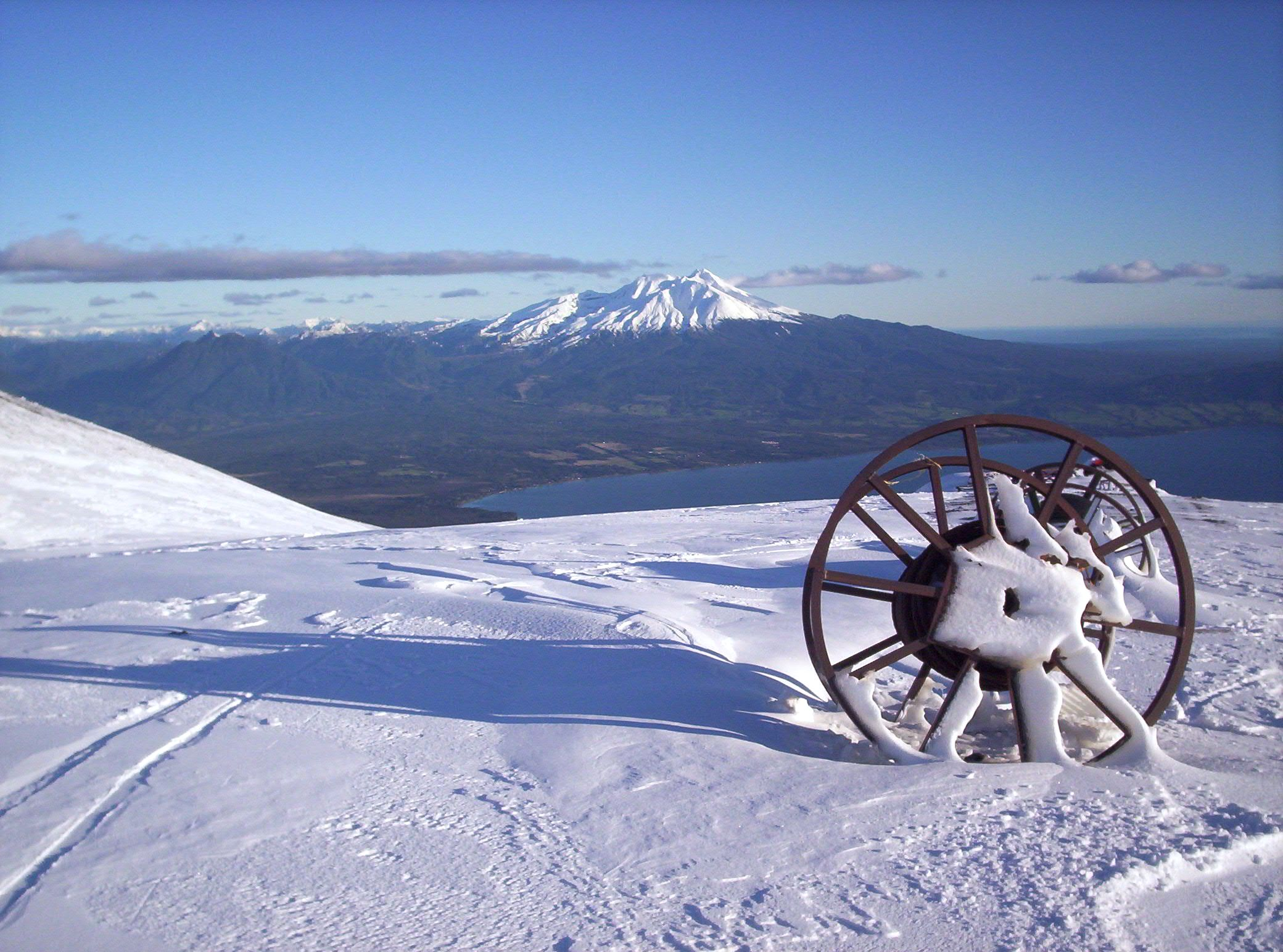
Lago Llanquihue e il vulcano Calbuco, dal vulcano Osorno